# Parabrachiella anserina
Parabrachiella anserina is een eenoogkreeftjessoort uit de familie van de Lernaeopodidae. De wetenschappelijke naam van de soort is voor het eerst geldig gepubliceerd in 1908 door Wilson C.B..